# 後藤若葉
後藤 若葉（ごとう わかば、2001年6月4日 - ）は、東京都出身の女子サッカー選手。三菱重工浦和レッズレディース所属。ポジションはディフェンダー。早稲田大学出身。

## 経歴・人物

### ユース
少女年代より東京都世田谷区の少年サッカーチーム「ARTEえいあんじ」にてサッカーを始める。
中学・高校年代では日テレ・メニーナに所属。メニーナ時代は2020年正月のJFA 第23回全日本U-18女子サッカー選手権大会でジェフユナイテッド市原・千葉レディースU-18と決勝で対戦し、1-2で惜敗。
高校卒業時にトップチームである日テレ・ベレーザへの昇格と大学進学とで悩み、『人として、サッカー選手として成長したい』と早稲田大学への進学を決めた。
早稲田大学進学後は1年次からレギュラーポジションを確保し、センターバックとして活躍。大学2年次の2022年1月に開催された第30回全日本大学女子サッカー選手権大会決勝（東京・国立西が丘サッカー場）の静岡産業大学戦では大雪の中、0-0から52分に自ら決勝点となるゴールを挙げ、そして守備陣を統率して最小点差を守り切って早稲田大学の7度目の大会制覇に貢献し、最優秀選手賞を獲得した。
2023年8月に特別指定選手として承認され、WEリーグ・三菱重工浦和レッズレディースへ登録された。

### シニア
2024年2月に三菱重工浦和レッズレディースへ正式入団が内定した。

### 代表
2017年のAFC U-16女子選手権2017（タイ）において、U-16日本女子代表に選出され、3位決定戦の対中華人民共和国戦にて先発フル出場し、2018 FIFA U-17女子ワールドカップウルグアイ大会への出場権を獲得した。
2018 FIFA U-17女子ワールドカップでは予選ラウンド3試合に先発フル出場した。
2022年アジア競技大会女子サッカー日本代表に選出され、朝鮮民主主義人民共和国との決勝戦ではセンターバックで先発フル出場し、日本の金メダル獲得に奮戦した。

## 個人成績

### クラブ
| クラブ                       | シーズン | リーグ      | 背番号 | リーグ戦 | リーグ戦 | カップ戦 | カップ戦 | リーグ杯 | リーグ杯 | AFC  | AFC  | 合計 | 合計 |
| クラブ                       | シーズン | リーグ      | 背番号 | 出場     | 得点     | 出場     | 得点     | 出場     | 得点     | 出場 | 得点 | 出場 | 得点 |
| ---------------------------- | -------- | ----------- | ------ | -------- | -------- | -------- | -------- | -------- | -------- | ---- | ---- | ---- | ---- |
| 日テレ・メニーナ             | 2015     | —           | 17     | —        | —        | 2        | 0        | —        | —        | —    | —    | 2    | 0    |
| 日テレ・メニーナ             | 2016     | —           | 3      | —        | —        | 1        | 0        | —        | —        | —    | —    | 1    | 0    |
| 日テレ・メニーナ             | 2017     | —           | 3      | —        | —        | 1        | 0        | —        | —        | —    | —    | 1    | 0    |
| 日テレ・メニーナ             | 2018     | —           | 3      | —        | —        | 1        | 0        | —        | —        | —    | —    | 1    | 0    |
| 日テレ・メニーナ             | 2019     | —           | 3      | —        | —        | 1        | 0        | —        | —        | —    | —    | 1    | 0    |
| 日テレ・メニーナ             | 通算     | 通算        | 通算   | 0        | 0        | 6        | 0        | 0        | 0        | 0    | 0    | 6    | 0    |
| 日テレ・ベレーザ             | 2019     | なでしこ1部 | 25     | 0        | 0        | -        | -        | 6        | 0        | 1    | 0    | 7    | 0    |
| 早稲田大学                   | 2020     | —           | 25     | —        | —        | 2        | 0        | —        | —        | —    | —    | 2    | 0    |
| 早稲田大学                   | 2021     | —           | 5      | —        | —        | 2        | 0        | —        | —        | —    | —    | 2    | 0    |
| 早稲田大学                   | 2022     | —           | 3      | —        | —        | 0        | 0        | —        | —        | —    | —    | 0    | 0    |
| 早稲田大学                   | 2023     | —           | 3      | —        | —        | 2        | 0        | —        | —        | —    | —    | 2    | 0    |
| 早稲田大学                   | 通算     | 通算        | 通算   | 0        | 0        | 6        | 0        | 0        | 0        | 0    | 0    | 6    | 0    |
| 三菱重工浦和レッズレディース | 2023-24  | WE          | 24     | 7        | 0        | -        | -        | -        | -        | 0    | 0    | 7    | 0    |
| 三菱重工浦和レッズレディース | 2024-25  | WE          | 4      | 15       | 1        | 4        | 0        | 1        | 0        | 3    | 0    | 23   | 1    |
| 三菱重工浦和レッズレディース | 通算     | 通算        | 通算   | 22       | 1        | 4        | 0        | 1        | 0        | 3    | 0    | 30   | 1    |
| 通算                         | 日本     | 日本        | 1部    | 22       | 1        | 4        | 0        | 7        | 0        | 4    | 0    | 37   | 1    |
| 通算                         | 日本     | 日本        | その他 | 0        | 0        | 12       | 0        | 0        | 0        | 0    | 0    | 12   | 0    |
| 総通算                       | 総通算   | 総通算      | 総通算 | 22       | 1        | 16       | 0        | 7        | 0        | 4    | 0    | 49   | 1    |

1. ↑  2種登録選手
2. 1 2  AFC女子クラブ選手権2019の成績。
3. 1 2  2023 AFC女子クラブ選手権の成績。
4. 1 2  AFC女子チャンピオンズリーグ2024/25の成績。

- WEリーグ
  - 初出場 - 2024年3月3日 第8節 INAC神戸レオネッサ戦 (浦和駒場スタジアム)[11]
  - 初得点 - 2025年3月3日 第12節 ジェフ千葉レディース戦 (浦和駒場スタジアム)[11]

- AFC女子チャンピオンズリーグ
  - 初出場 - 2024年10月6日 AWCL2024/25 グループステージC 第1節  オリッサFC（英語版） (トンニャット・スタジアム)[12]

## タイトル

### クラブ
- 三菱重工浦和レッズレディース
  - WEリーグ: 1回 (2023-24)